# Enrique Guarnero
Gaspar Enrique Guarnero Trabucchi (15 de septiembre de 1917 - 19 de mayo de 1981, Montevideo) fue un actor de teatro uruguayo y miembro fundador de la Comedia Nacional de Uruguay

## Biografía
Enrique Guarnero nació en Montevideo, el 15 de septiembre de 1917.
Actuó junto a Margarita Xirgú quien lo dirigió en La Celestina y otros clásicos.
Integró el elenco de la Comedia Nacional de Uruguay en el Teatro Solís de Montevideo. En 1961 fundó con China Zorrilla y Antonio Larreta el TCM (Teatro Ciudad de Montevideo) con el que realizó una gira por Europa.
Se casó con la actriz Maruja Santullo.

## Obras teatrales en las que participó
- El rey se muere de Eugene Ionesco. Dirección Rubén Yáñez, Alberto Candeau

- Escuela de escándalo de Richard Brinsley Sheridan. Dirección Eduardo Schinca

- Voces de gesta de Ramón del Valle Inclán. Dirección José Estruch

- Pedro de Urdamalas de Cervantes. Dirección Margarita Xirgú

- El patio de la torcaza de Carlos Maggi. Dirección Rubén Yáñez

- El hombre, la bestia y la virtud de Luigi Pirandello. Dirección Laura Escalante

- Tartufo de Moliére. Dirección Enrique Guarnero

- Uruguayos Campiones de Luis Novas Terra. Dirección Alberto Candeau

- Babilonia de Armando Discépolo. Dirección Armando Discépolo

- Los Demonios  de John Wniting. Dirección Eduardo Schinca

- Alto Alegre de Justino Zavala Muniz. Dirección Alberto Candeau

- Garibaldi de Noel Garbona. Dirección Enrique Guarnero

- Galileo Galilei de Bertolt Brecht. Dirección Rubén Yáñez

- El honor no es cosa de mujeres de G.A. de Caillavet y Robert de Flers. Traducción y Dirección China Zorrilla

- La espiral de Enrique Guarnero. Dirección Alberto Candeau

- Los caciques de Carlos Arniches. Dirección Juan José Brenta

- El precio de Arthur Miller. Dirección Carlos Denis Molina.

- Todo en el jardín de Edward Albee. Dirección: Laura Escalante

- Mustafá de Armando y Rafael J. de Rosa. Dirección Alberto Candeau

- El organito de Armando y Enrique S. Discépolo. Dirección Alberto Candeau

- Un gato en un almacén extraño de Ricardo Prieto. Dirección Alberto Restuccia

- La malquerida de Jacinto Benavente. Dirección Miguel Alberto Oneto Jaume

- 1810 de Yamandú Rodríguez. Dirección Eduardo Malet

- La alondra de Jean Anouilh. Dirección Eduardo Schinca

- El estupendo cornudo de Fernando Crommelynck. Dirección Sergio Otermin

- El pato salvaje de Henrik Ibsen. Dirección Eduardo Schinca.

- El doctor Knock de Jules Romains. Dirección Carlos Denis

- Los novios de Loches de Georges Feydeau. Dirección Wagner Mautone

- La casa vacía de Juan Carlos Patrón.  Dirección Alberto Candeau

- Primera plana de Ben Hecht y Charles Mac Arthur. Dirección Gerald Slavet

- Una luna para el bastardo de Eugene O'Neill. Dirección Jaime Yavitz

- El burlador de Sevilla y convidado de piedra de Tirso de Molina. Dirección Eduardo Schinca

## Filmografía
- El lugar del humo (1979)
- Gurí (1980)

## Obra que adaptó
- Mirandolina sobre La locandiera de Carlo Goldoni

## Obra de su autoría
- Entre tanto y mate, dólar en 1981